# Bjarne Natt och Dag
Bjarne Hemming Natt och Dag, född den 24 juni 1898 i Göteborg, död den 11 augusti 1980 i Stockholm, var en svensk militär.
Natt och Dag blev fänrik i trängtrupperna 1919 och löjtnant där 1923. Han var chef för trängtruppernas officersaspirantskola 1929–1931 och 1938–1939 samt byråchef för försvarets sjukvårdsförvaltning 1939–1942 och 1944–1948. Natt och Dag befordrades till kapten 1934, major 1940 och överstelöjtnant 1944. Han var överste och chef för Norrlands trängregemente 1948–1955 och för Svea trängregemente 1955–1958. Natt och Dag blev riddare av Svärdsorden 1940 och av Vasaorden 1945 samt kommendör av andra klassen av Svärdsorden 1952 och kommendörer av första klassen 1955. Han författade artiklar i dags- och fackpress. Natt och Dag vilar på Västra griftegården i Linköping.